# Gauche Wood Cemetery Villers Guislain
Le cimetière « Gauche Wood Cemetery » est l'un des 5 cimetières militaires de la Première Guerre mondiale situé à Villers-Guislain (Nord). Les 4 autres cimetières sont Villers-Guislain Communal Cemetery, Meath Cemetery, Targelle Ravine British Cemetery, Villers Hill British Cemetery.

## Historique

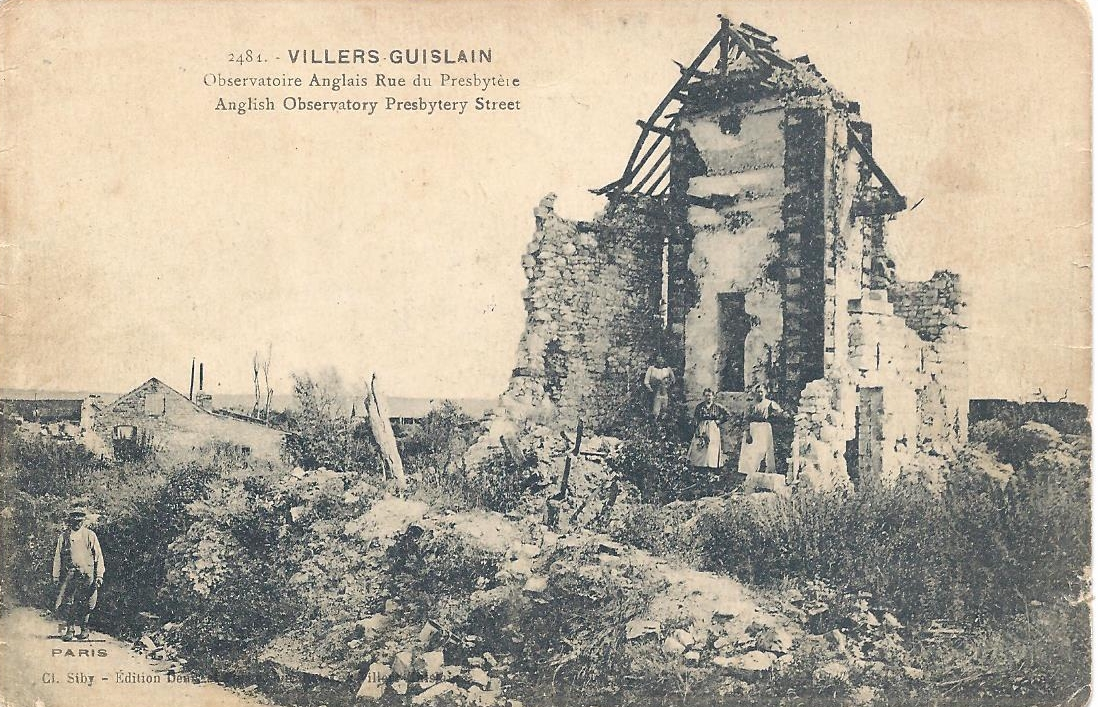
Ruines de l'église ayant servi d'observatoire aux Anglais vers la fin de la guerre.

Villers-Guislain fut occupé par les Allemands dès le début de la guerre le 28 août 1914 et le resta jusqu'en avril 1917, date à laquelle il fut repris par les forces du Commonwealth. Il fut perdu le 30 novembre 1917 lors des attaques allemandes de la bataille de Cambrai malgré les attaques féroces de la Division des Gardes et des chars. Cet endroit fut obstinément défendu par la brigade sud-africaine le 21 mars 1918 lors de l'offensive allemande de printemps. Le village a finalement été abandonné par les Allemands le 30 septembre 1918 après de violents combats.

## Localisation
Le cimetière se trouve en pleine campagne, à proximité d'un grand bois, à un kilomètre au sud-est de Villers-Guislain. Depuis la place de la mairie, le fléchage est bien indiqué grâce à plusieurs panneaux. Les derniers 200 mètres menant à la colline du cimetière sont un chemin agricole pour piétons.

## Caractéristiques
Ce cimetière a été créé les 6 et 7 octobre 1918 à l'endroit même où la plupart des soldats sont tombés. Il contient 48 sépultures et commémorations de la Première Guerre mondiale. Le cimetière a été conçu par W.H. Cowlishaw.

## Galerie

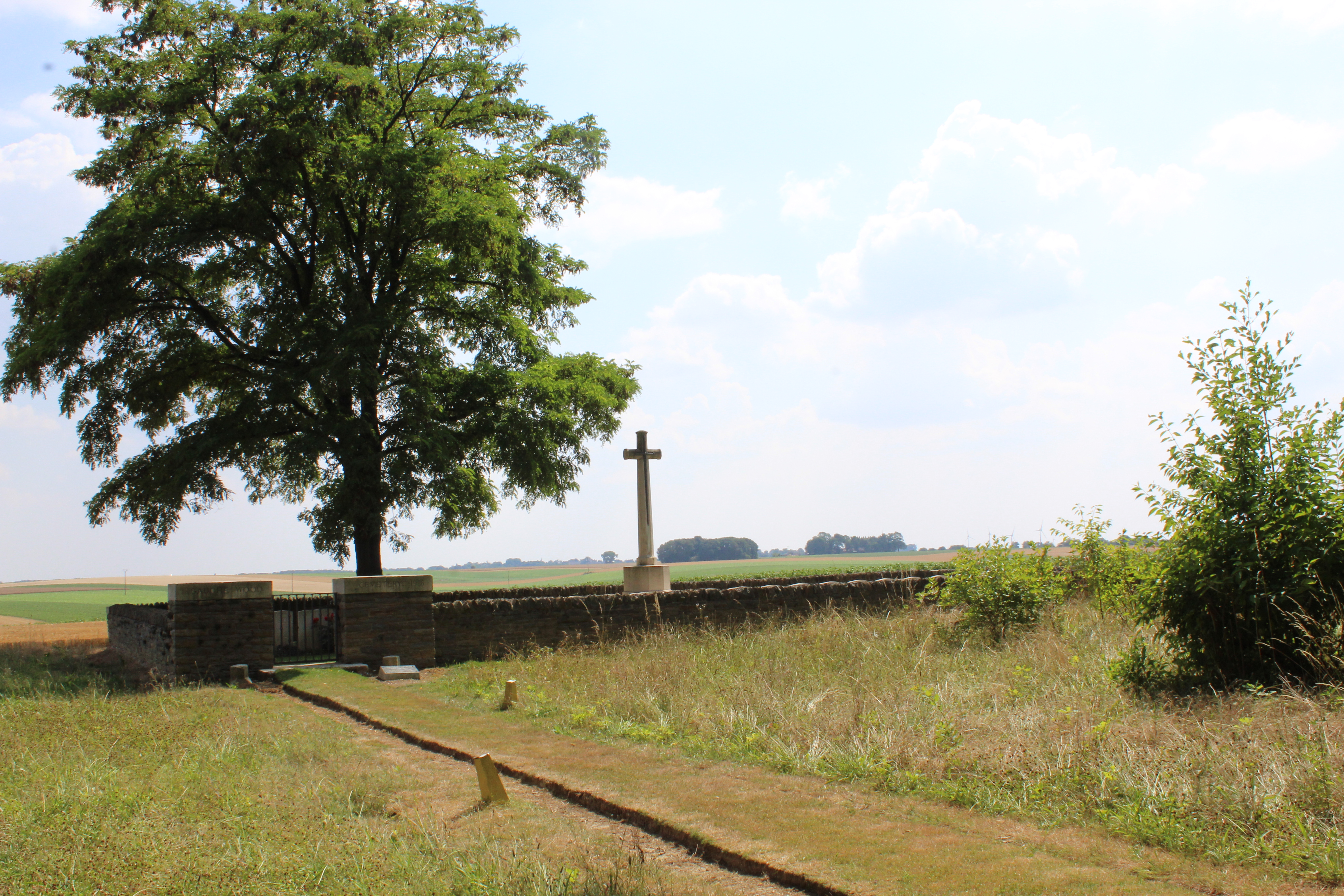
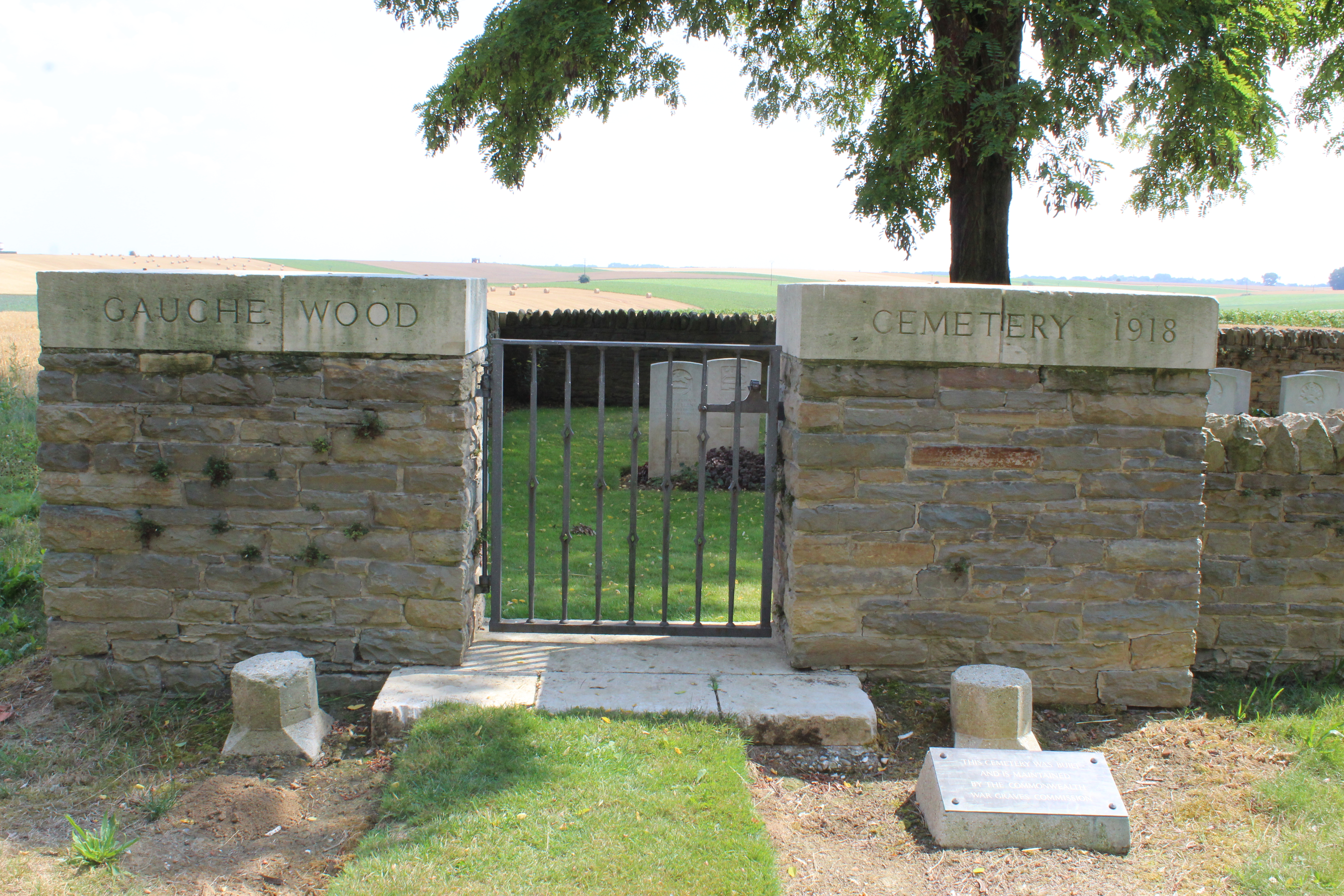
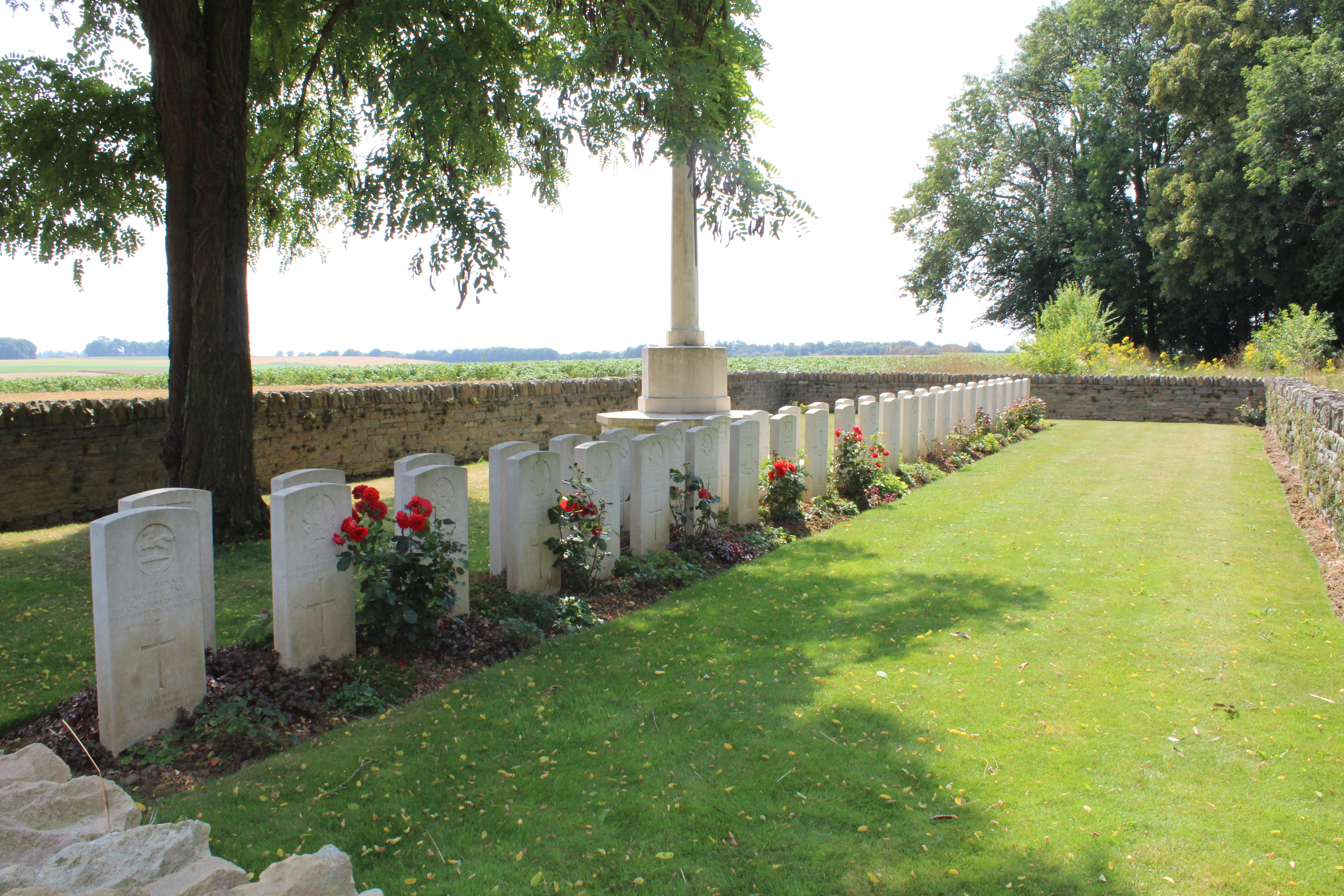
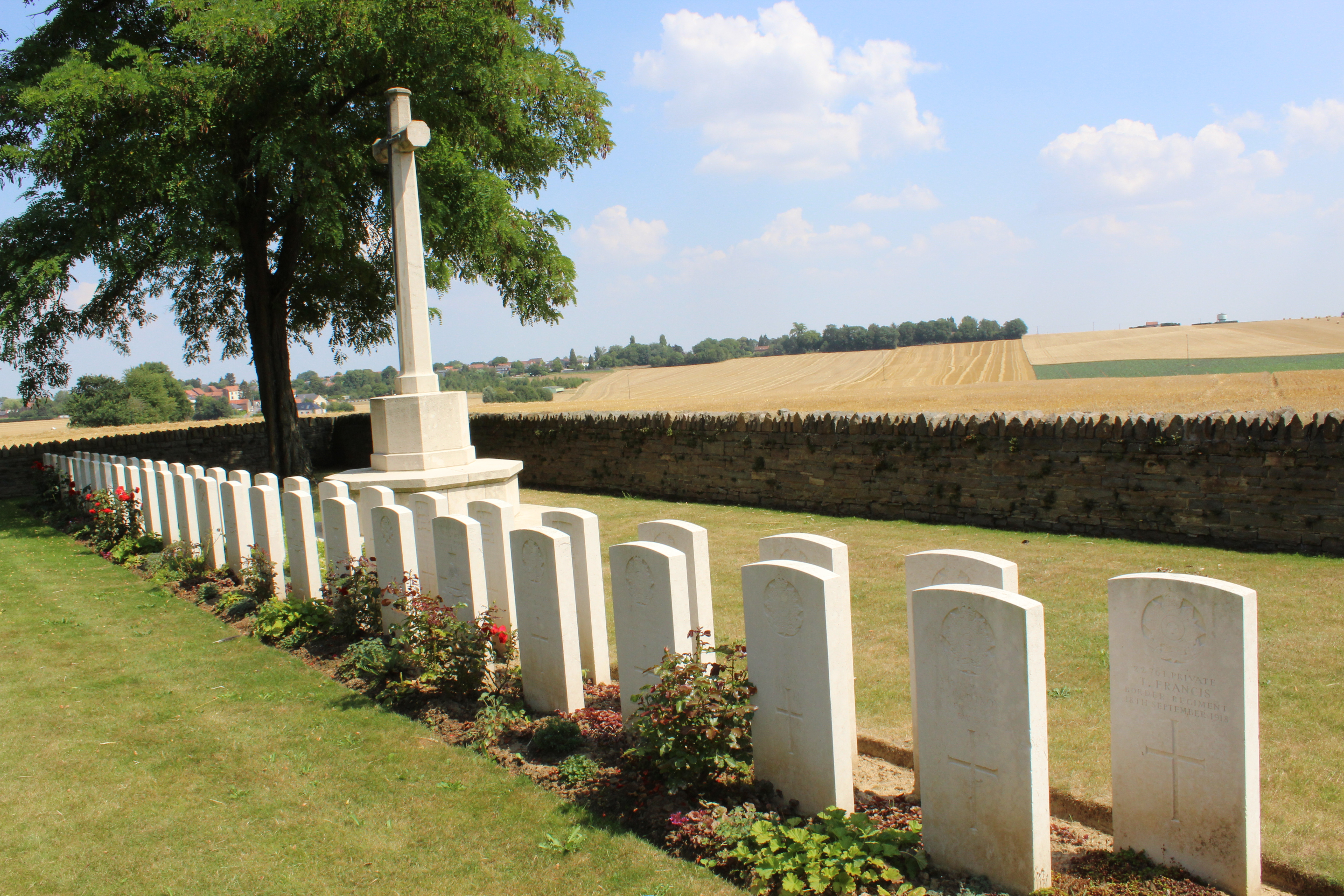

## Sépultures
| Pays        | Sépultures |
| ----------- | ---------- |
| Royaume-Uni | 43         |